# Gonzalo Acuña Pardo
Gonzalo Acuña Pardo fue un abogado nacido en la localidad mexicana de Huimanguillo, Tabasco el 11 de agosto de 1875. Fue director del Instituto Juárez, magistrado del Tribunal Superior de Justicia y Gobernador interino del estado de Tabasco.
Se graduó en el Instituto Juárez el 2 de marzo de 1898. Hacia 1899 fungía como catedrático de Gramática Española y Literatura en el mismo instituto. Fungió como director de dicha institución del 1 de enero de 1907 al 31 de diciembre de 1910. Posteriormente ocupó otro periodo de noviembre de 1911 al 2 de abril de 1914. Fue magistrado del Tribunal Superior de Justicia y el congreso del Estado de Tabasco lo nombró gobernador interino el 17 de octubre de 1907 y fungió como tal hasta el 27 de noviembre del mismo año, debido a la ausencia del gobernador constitucional Abraham Bandala.
Falleció en Tampico, Tamaulipas el 10 de febrero de 1947 cuando fungía como consejero general y jefe legal de la compañía petrolera New England.